# Volta ao Alentejo 2012
La Volta ao Alentejo 2012, trentesima edizione della corsa, valevole come prova del circuito UCI Europe Tour 2012 categoria 2.2, si svolse in 4 tappe dal 22 al 25 marzo 2012 per un percorso totale di 676,7 km, con partenza da Castelo de Vide ed arrivo a Grândola. Fu vinta dal russo Aleksej Kunšin della squadra Lokosphinx, che si impose in 16 ore 16 minuti e 32 secondi alla media di 41,57 km/h.
Al traguardo di Grândola 131 ciclisti completarono la gara.

## Tappe
| Tappa  | Data     | Percorso                   | km    | Vincitore di tappa      | Leader cl. generale     |
| ------ | -------- | -------------------------- | ----- | ----------------------- | ----------------------- |
| 1ª     | 22 marzo | Castelo de Vide > Redondo  | 165,8 | Jorge Martín Montenegro | Jorge Martín Montenegro |
| 2ª     | 23 marzo | Portel > Santiago do Cacém | 191,3 | Aleksej Kunšin          | Aleksej Kunšin          |
| 3ª     | 24 marzo | Odemira > Ourique          | 168,6 | Sergej Šilov            | Samuel Caldeira         |
| 4ª     | 25 marzo | Mértola > Grândola         | 151   | Filipe Cardoso          | Aleksej Kunšin          |
| Totale | Totale   | Totale                     | 676,7 |                         |                         |

## Squadre partecipanti
| N. | Cod. | Squadra                   |
| -- | ---- | ------------------------- |
|    | LOK  | Lokosphinx                |
|    | NSP  | NSP-Ghost                 |
|    | CCC  | CCC Polsat Polkowice      |
|    | TIK  | Itera-Katusha             |
|    | RB3  | Rabobank Continental Team |
|    | BNT  | Team Bonitas              |
|    | ORB  | Orbea Continental         |
|    | BUR  | Burgos BH-Castilla y Leon |
|    |      | Spol Nova Caixa Galicia   |
|    | OFM  | OFM Valongo               |

| N. | Cod. | Squadra                           |
| -- | ---- | --------------------------------- |
|    |      | Onda                              |
|    |      | ASC–KTM–Vitória                   |
|    |      | Liberty Seguros-Santa Maria Feira |
|    |      | Mortagua-DR Seguros               |
|    |      | C.C. JM Nicolau                   |
|    |      | Louletano–Dunas Douradas          |
|    | EFG  | Efapel-Glassdrive                 |
|    | LAR  | LA Aluminios-Antarte              |
|    | BOA  | Onda-Boavista                     |
|    | PRT  | Carmim-Prio                       |

## Dettagli delle tappe

### 1ª tappa
- 22 marzo: Castelo de Vide > Redondo – 165,8 km

Risultati
| Pos. | Corridore               | Squadra     | Tempo    |
| ---- | ----------------------- | ----------- | -------- |
| 1    | Jorge Martín Montenegro | Panavial    | 4h09'10" |
| 2    | Samuel Caldeira         | Carmim-Prio | s.t.     |
| 3    | José Gonçalves          | Onda        | s.t.     |

| Pos. | Corridore               | Squadra     | Tempo    |
| ---- | ----------------------- | ----------- | -------- |
| 1    | Jorge Martín Montenegro | Panavial    | 4h09'00" |
| 2    | Samuel Caldeira         | Carmim-Prio | a 4"     |
| 3    | José Gonçalves          | Onda        | a 6"     |

### 2ª tappa
- 23 marzo: Portel > Santiago do Cacém – 191,3 km

Risultati
| Pos. | Corridore            | Squadra      | Tempo    |
| ---- | -------------------- | ------------ | -------- |
| 1    | Aleksej Kunšin       | Lokosphinx   | 4h26'40" |
| 2    | Marco Ferreira Cunha | Liberty Seg. | a 10"    |
| 3    | António Carvalho     | Mortagua     | s.t.     |

| Pos. | Corridore               | Squadra     | Tempo    |
| ---- | ----------------------- | ----------- | -------- |
| 1    | Aleksej Kunšin          | Lokosphinx  | 8h35'49" |
| 2    | Jorge Martín Montenegro | Panavial    | a 1"     |
| 3    | Samuel Caldeira         | Carmim-Prio | a 2"     |

### 3ª tappa
- 24 marzo: Odemira > Ourique – 168,6 km

Risultati
| Pos. | Corridore         | Squadra      | Tempo    |
| ---- | ----------------- | ------------ | -------- |
| 1    | Sergej Šilov      | Lokosphinx   | 4h19'01" |
| 2    | Grzegorz Stepniak | CCC Polsat   | s.t.     |
| 3    | Tyler Day         | Team Bonitas | s.t.     |

| Pos. | Corridore            | Squadra      | Tempo     |
| ---- | -------------------- | ------------ | --------- |
| 1    | Samuel Caldeira      | Carmim-Prio  | 12h54'47" |
| 2    | Aleksej Kunšin       | Lokosphinx   | a 3"      |
| 3    | Marco Ferreira Cunha | Liberty Seg. | a 8"      |

### 4ª tappa
- 25 marzo: Mértola > Grândola – 151 km

Risultati
| Pos. | Corridore      | Squadra       | Tempo    |
| ---- | -------------- | ------------- | -------- |
| 1    | Filipe Cardoso | Efapel        | 3h21'46" |
| 2    | Jon Aberasturi | Orbea Contin. | s.t.     |
| 3    | Aleksej Kunšin | Lokosphinx    | s.t.     |

| Pos. | Corridore       | Squadra     | Tempo     |
| ---- | --------------- | ----------- | --------- |
| 1    | Aleksej Kunšin  | Lokosphinx  | 16h16'32" |
| 2    | Filipe Cardoso  | Efapel      | s.t.      |
| 3    | Samuel Caldeira | Carmim-Prio | a 1"      |

## Classifiche finali

### Classifica generale
| Pos. | Corridore        | Squadra       | Tempo     |
| ---- | ---------------- | ------------- | --------- |
| 1    | Aleksej Kunšin   | Lokosphinx    | 16h16'32" |
| 2    | Filipe Cardoso   | Efapel        | s.t.      |
| 3    | Samuel Caldeira  | Carmim-Prio   | a 1"      |
| 4    | Jon Aberasturi   | Orbea Contin. | a 8"      |
| 5    | Marco Cunha      | Liberty Seg.  | a 9"      |
| 6    | José Gonçalves   | Onda          | s.t.      |
| 7    | António Carvalho | Mortagua      | s.t.      |
| 8    | Hugo Sabido      | LA Aluminios  | s.t.      |
| 9    | Marc Goos        | Rabobank C.   | a 10"     |
| 10   | Daan Olivier     | Rabobank C.   | a 11"     |

### Classifica a punti
| Pos. | Corridore         | Squadra       | Punti |
| ---- | ----------------- | ------------- | ----- |
| 1    | Samuel Caldeira   | Carmim-Prio   |       |
| 2    | Jon Aberasturi    | Orbea Contin. |       |
| 3    | Aleksej Kunšin    | Lokosphinx    |       |
| 4    | Grzegorz Stępniak | CCC Polsat    |       |
| 5    | Sergej Šilov      | Lokosphinx    |       |

### Classifica scalatori
| Pos. | Corridore        | Squadra      | Punti |
| ---- | ---------------- | ------------ | ----- |
| 1    | Darren Lill      | Team Bonitas |       |
| 2    | Sergei Belych    | Lokosphinx   |       |
| 3    | José Mendes      | LA Aluminios |       |
| 4    | Marek Rutkiewicz | CCC Polsat   |       |
| 5    | Daan Olivier     | Rabobank C.  |       |

### Classifica giovani
| Pos. | Corridore         | Squadra       | Tempo     |
| ---- | ----------------- | ------------- | --------- |
| 1    | Marc Goos         | Rabobank C.   | 16h16'42" |
| 2    | Daan Olivier      | Rabobank C.   | a 1"      |
| 3    | Sergej Pomošnikov | Itera-Katusha | a 3"      |
| 4    | Rafael Silva      |               | a 5"      |
| 5    | Luís Afonso       |               | a 14"     |